# ساره الجروان
ساره الجَروان (عربی: سارة الجروان؛ زادهٔ ۱ ژانویهٔ ۱۹۶۹) نویسنده داستان کوتاه، شاعر و نمایش‌نامه نویس اهل امارات متحده عربی است.
او با رمان شجان بنت القدار الحزین(۱۹۹۲) به عنوان اولین زن اماراتی که رمان منتشر کرده‌است، شناخته شد. 
او چندین جایزه از جمله جایزه بهترین کتاب اماراتی در سال ۲۰۰۳ و جایزه آل اویس برای بهترین رمان در سال ۲۰۱۲ را از آن خود کرده‌است.